# János Magyar
János Magyar (ur. 1985 w Őrbottyánie) – węgierski kierowca wyścigowy.

## Biografia
Pierwsze doświadczenia w sportach motorowych nabywał, jeżdżąc gokartem na torze kartingowym w Vácu. Po zakończeniu startów gokartami zadebiutował w mistrzostwach Węgier Formułą BMW, zdobywając w latach 2013–2014 tytuły w klasie E2-1600. Rok później zmienił pojazd na Tatuusa Formuły Master. Zadebiutował wówczas w Pucharze ESET V4 oraz Mistrzostwach Europy Strefy Centralnej (kl. E2-2000), zdobywając jednocześnie tytuł w Węgierskiej Formule 2000. W 2016 roku Magyar nie startował w mistrzostwach Węgier, ścigając się za to w Mistrzostwach Europy Strefy Centralnej oraz debiutując w klasie Formuły 3 tych mistrzostw. W 2017 roku zdobył tytuł w mistrzostwach Europy Środkowej, kończąc sezon przed Bartłomiejem Mireckim. Po raz drugi został także mistrzem Węgier, a w 2018 roku zdobył trzecie mistrzostwo Węgier w klasie E2-2000. W 2019 roku skupił się na wyścigach zagranicznych, rywalizując w Pucharze ESET V4 oraz Mistrzostwach Europy Strefy Centralnej, w których zdobył drugie mistrzostwo.

## Wyniki
| Legenda oznaczeń w tabelach wyników Wyświetl szablon na nowej stronie | Legenda oznaczeń w tabelach wyników Wyświetl szablon na nowej stronie                                                                     |
| Oznaczenie                                                            | Wyjaśnienie |
| --------------------------------------------------------------------- | --- |
| Złoty                                                                 | Zwycięzca lub mistrzostwo |
| Srebrny                                                               | 2. miejsce lub wicemistrzostwo |
| Brązowy                                                               | 3. miejsce lub II wicemistrzostwo |
| Zielony                                                               | Ukończył, punktował (w klasyfikacji generalnej, gdy zdobył co najmniej jeden punkt na przestrzeni sezonu, poza trzema powyższymi opcjami) |
| Niebieski                                                             | Ukończył, nie punktował (w klasyfikacji generalnej, gdy nie zdobył co najmniej jednego punktu na przestrzeni sezonu)                      |
| Czerwony                                                              | Nie zakwalifikował się (NZ) |
| Czerwony                                                              | Nie prekwalifikował się (NPK) |
| Różowy                                                                | Nie ukończył (NU) |
| Różowy                                                                | Niesklasyfikowany (NS) (w klasyfikacji generalnej, gdy nie został sklasyfikowany w żadnym wyścigu sezonu)                                 |
| Czarny                                                                | Zdyskwalifikowany (DK) |
| Czarny                                                                | Wykluczony (WYK/EX) |
| Biały                                                                 | Nie wystartował (NW) |
| Biały                                                                 | Kontuzjowany (K/INJ) |
| Biały                                                                 | Wyścig odwołany (OD/C) |
| Bez koloru                                                            | Został wycofany (WYC/WD) |
| Bez koloru                                                            | Nie przybył (NP/DNA) |
| Bez koloru                                                            | Nie brał udziału w treningach (NT/DNP) |
| Bez koloru                                                            | Nie został zgłoszony (–) |
| Pogrubienie                                                           | Start z pole position |
| Kursywa                                                               | Najszybsze okrążenie wyścigu |
| †                                                                     | Nie ukończył, ale jego rezultat został zaliczony ze względu na przejechanie więcej niż 90% dystansu wyścigu.                              |
| *                                                                     | Sezon w trakcie |
| 1/2/3                                                                 | Punktowana pozycja w sprincie kwalifikacyjnym                                                                                             |
| Lista systemów punktacji Formuły 1                                    | |

### Węgierska Formuła 2000
| Rok  | Zespół              | Samochód     | Silnik | Wyniki w poszczególnych eliminacjach | Wyniki w poszczególnych eliminacjach | Wyniki w poszczególnych eliminacjach | Wyniki w poszczególnych eliminacjach | Wyniki w poszczególnych eliminacjach | Wyniki w poszczególnych eliminacjach | Wyniki w poszczególnych eliminacjach | Wyniki w poszczególnych eliminacjach | Wyniki w poszczególnych eliminacjach | Wyniki w poszczególnych eliminacjach | Wyniki w poszczególnych eliminacjach | Wyniki w poszczególnych eliminacjach | Pkt. | Msc. |
| ---- | ------------------- | ------------ | ------ | ------------------------------------ | ------------------------------------ | ------------------------------------ | ------------------------------------ | ------------------------------------ | ------------------------------------ | ------------------------------------ | ------------------------------------ | ------------------------------------ | ------------------------------------ | ------------------------------------ | ------------------------------------ | ---- | ---- |
| 2014 |                     |              |        | Węgry                                | Węgry                                | Słowacja                             | Słowacja                             | Węgry                                | Węgry                                | Słowacja                             | Słowacja                             | Węgry                                | Węgry                                | Węgry                                |                                      | 0    | 13   |
| 2014 | School Team Hungary | Mygale FB02  | BMW    | -                                    | -                                    | -                                    | -                                    | 10                                   | NU                                   | 10                                   | NW                                   | -                                    | -                                    | -                                    |                                      | 0    | 13   |
| 2015 |                     |              |        | Węgry                                | Węgry                                | Austria                              | Austria                              | Węgry                                | Węgry                                | Słowacja                             | Słowacja                             | Węgry                                | Węgry                                | Węgry                                |                                      | 92   | 1    |
| 2015 | Magyar Racing Team  | Tatuus N.T07 | Honda  | 2                                    | 1                                    | 4                                    | 6                                    | 2                                    | NU                                   | 1                                    | 1                                    | 2                                    | 1                                    | 1                                    |                                      | 92   | 1    |
| 2017 |                     |              |        | Węgry                                | Węgry                                | Węgry                                | Węgry                                | Węgry                                | Słowacja                             | Słowacja                             | Czechy                               | Czechy                               | Węgry                                | Węgry                                | Węgry                                | 124  | 1    |
| 2017 | Magyar Racing Team  | Tatuus N.T07 | Honda  | 1                                    | 1                                    | 1                                    | 1                                    | 5                                    | 1                                    | 1                                    | 1                                    | 1                                    | 1                                    | 1                                    | 1                                    | 124  | 1    |
| 2018 |                     |              |        | Węgry                                | Węgry                                | Austria                              | Austria                              | Słowacja                             | Słowacja                             | Czechy                               | Czechy                               | Węgry                                | Węgry                                | Węgry                                |                                      | 106  | 1    |
| 2018 | Magyar Racing Team  | Tatuus N.T07 | Honda  | 1                                    | 1                                    | 1                                    | 1                                    | 1                                    | NU                                   | 1                                    | 1                                    | 1                                    | 1                                    | 2                                    |                                      | 106  | 1    |